# 科里 (科羅拉多州)
科里（英語：Cory）是位於美國科羅拉多州德爾塔縣的一個非建制地區。該地的面積和人口皆未知。

## 地理
科里的座標為38°47′17″N 107°59′08″W / 38.78806°N 107.98556°W，而該地的平均海拔高度為1581米（即5187英尺）。